# DyE
DyE（ダイ、本名：Juan de Guillebon）は、フランスのミュージシャンである。

## ディスコグラフィー

### アルバム
- Taki 183 (2011)
- Cocktail Citron (2014)
- Inside Out (2018)

### EP
- Imperator (2009)